# Dinandougou
Dinandougou ist eine Gemeinde im Kreis Koulikoro in der Region Koulikoro in Mali. 

## Geografie
Dinandougou liegt im Südwesten Malis, etwa 60 Kilometer nordöstlich der Hauptstadt Bamako am Fluss Niger.

## Verkehr
Dinandougou liegt nahe der Regionalstraße R14.